# Arbogamorden 2008
Ej att förväxlas med Arbogafallet (2010-talet).
Arbogamorden var två mord som inträffade i mars 2008 i Arboga som fått internationell uppmärksamhet. Den 17 mars 2008 hittades två barn, ett och tre år gamla, och deras mor svårt skadade i sitt hem i Arboga. De två barnen avled kort därefter, och modern hamnade i koma. Senare under mordkvällen anhölls fadern till barnen, men han släpptes redan nästa dag då hans alibi klarlagts. Tyskan Christine Schürrer häktades den 20 mars som skäligen misstänkt för morden på barnen och mordförsök på kvinnan och greps senare i Tyskland. Hovrätten fastställde den 16 februari 2009 domen på livstids fängelse och livstids utvisning för Schürrer helt i linje med domen i tingsrätten.
Intresset för fallet och förundersökningen bidrog till en efterfrågan på polisens förundersökningsprotokoll, vilket senare kom att bli tillgängligt på The Pirate Bay. Det ledde till en medial debatt i Sverige om offentlighetsprincipen, etik på Internet och krav på ny lagstiftning.

## Brottet
Den 17 mars 2008 påträffades två barn, ett och tre år gamla, svårt skadade i sitt hem i Arboga. Barnens 23-åriga mor, Emma Jangestig, hittades samtidigt med barnen, svårt skadad men vid liv. Enligt polis och ambulanspersonal på plats var hon okontaktbar. Emma Jangestig hade vid klockan 19.07 haft datakontakt med sin syster och 19:20:59 ringde hennes sambo till SOS. På dessa få minuter hade de tre blivit brutalt nerslagna i sitt hem. Barnen dödförklarades vid ankomsten till sjukhuset, medan modern, som var medvetslös under ambulanstransporten, senare överfördes med helikopter till neurokirurgiska kliniken på Akademiska sjukhuset i Uppsala. Där opererades hon och hölls nedsövd efter operationen. Den 27 mars behövde hon inte längre respiratorvård och kunde väckas ur narkosen. Första polisförhöret med modern hölls den 1 april och avslutades under skyddad tid den 25 april 2008. Skyddad tid var den tid polis och åklagare ansåg att hon skulle hållas opåverkad från omgivningen och media. De enda som fick vistas med henne förutom polis och sjukvårdspersonal var nära familj samt hennes sambo med familj. I tingsrätten framkom det att sambon fört egna minnesanteckningar om händelsen samt haft diskussioner med den skadade modern mellan polisförhören.

## Utredning och gripande

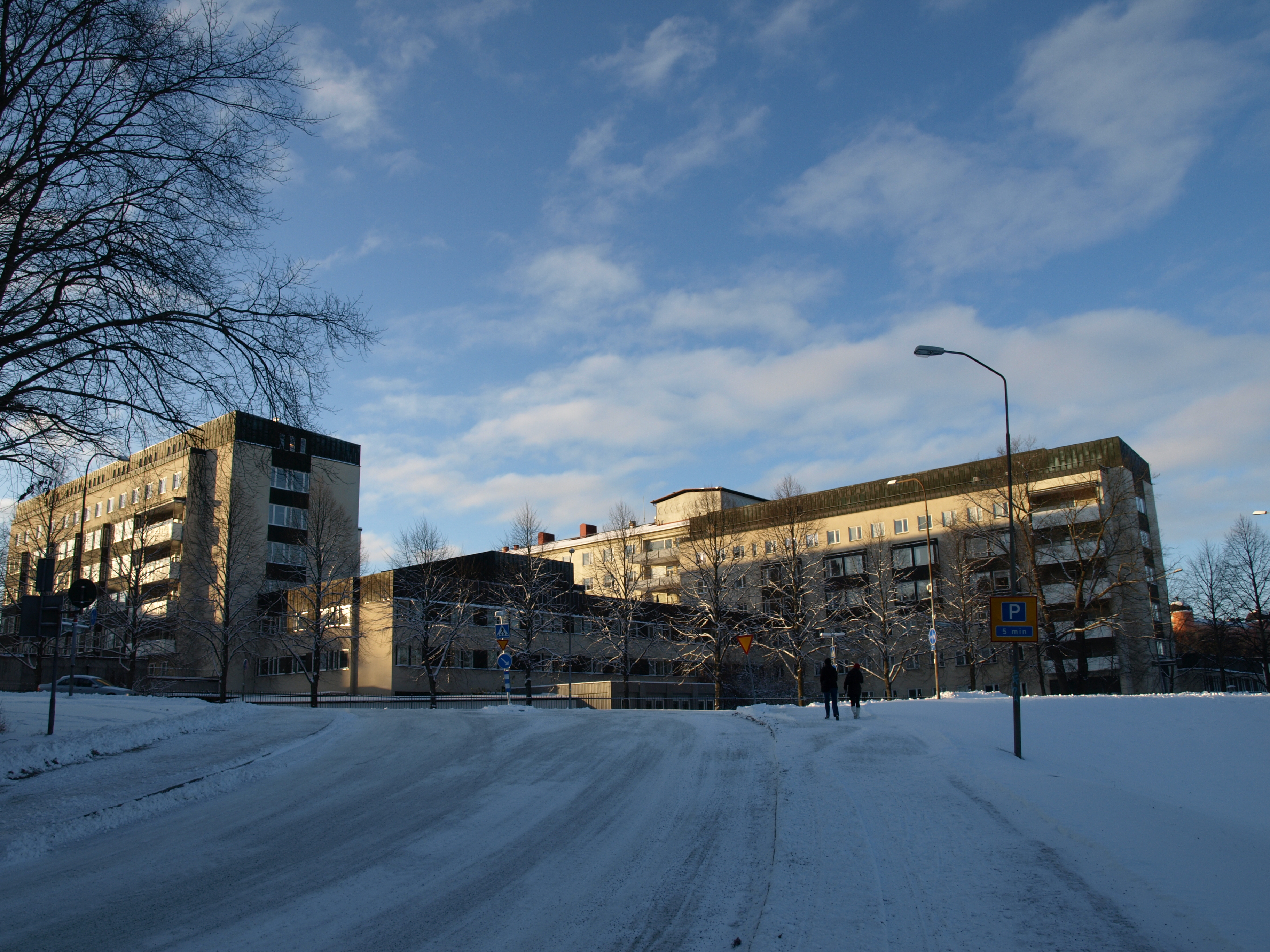
Akademiska sjukhuset i Uppsala dit de mördade barnens mor fördes efter dådet.

Senare under mordkvällen anhölls barnens far, men han släpptes redan nästa dag då hans alibi klarlagts. Polisen hade under tiden börjat intressera sig för en 31-årig tysk kvinna vid namn Christine Schürrer som tidigare varit tillsammans med den misshandlade mammans nya sambo. Schürrer häktades den 20 mars som skäligen misstänkt för mord på barnen och mordförsök på modern och greps senare i Tyskland. Det visade sig dock att denna lägre misstankegrad inte räckte för att kvarhålla kvinnan eller utlämna henne till Sverige. Hon släpptes därför omedelbart på fri fot igen.
Den 24 mars överlämnade tysk polis DNA från den misstänkta för att jämföras med spår från brottsplatsen, och svensk polis fann kvinnan på bilder som tagits av övervakningskameror på järnvägsstationen i Arboga. Den 29 mars blev Schürrer häktad i sin frånvaro och nu på sannolika skäl. Den 30 mars greps hon av tysk polis. Den 1 april gjordes en husrannsakan hos Schürrers mor, och dagen efter bekräftades att mordvapnet var en hammare.

## Åtal och förundersökningsprotokollets tillgängliggörande via The Pirate Bay
I samband med att åtal väcktes i målet den 23 juli 2008 blev handlingarna offentliga. Den 1 augusti lades en bittorrent-länk till förundersökningsprotokollet upp på The Pirate Bay och några timmar senare nämndes länken på Flashback forum. Medierna i P1  menade att länken på Pirate Bay var ett resultat av den intensiva bevakningen av målet på Flashback och andra forum.
En månad senare rapporterade TV4-nyheterna om länken och eftersom förundersökningsprotokollet innehöll obduktionsbilder på de mördade barnen vädjade fadern till sajten att ta bort bilderna. The Pirate Bay valde att låta torrentfilen ligga kvar, med hänvisning till att inga torrent-filer tas bort från webbplatsen på grund av personliga åsikter.
En debatt uppstod om offentlighetsprincipen, etik på Internet och krav på ny lagstiftning. Bland annat handlade debatten om ifall obduktionsbilder ska sekretessbeläggas.

## Tingsrätten och dom
Rättegång hölls i tingsrätten och 54 vittnen och experter förhördes. Moderns vittnesmål "lämnades utan avseende" men Schürrer befanns med övrigt i rätten visat den 26 augusti vara skyldig till morden och mordförsöket. Hon genomgick därefter en rättspsykiatrisk undersökning, men ansågs inte vara allvarligt psykiskt störd. Påföljden bestämdes därför den 14 oktober till livstids fängelse. Efter avtjänat straff kommer hon att utvisas på livstid och får inte återvända till Sverige. Ett skadestånd på 457 892 kronor till modern och 131 329 kronor till övriga målsägande har därtill utdömts. Domen överklagades av Schürrers advokat den 29 oktober.

## Hovrättsförhandlingar
Den 4 december 2008 startade förhandlingarna i hovrätten. Många av vittnesmålen från tingsrätten spelades upp för domstolens ledamöter. Nytillkommet var att den ene av två expertvittnen, professorn i neurologi, till hovrätten lämnat in ett intyg med ett förtydligande av sitt vittnesmål från tingsrätten. I intyget uppgav han att den svårt skadade modern kunde minnas vad som hände innan hennes barn och hon överfölls i hemmet. Hovrätten fastställde den 16 februari domen på livstids fängelse och livstids utvisning. Därutöver höjdes skadeståndet till 100 000 kronor per förälder.
Schürrer flyttades till Anstalten Vechta, Niedersachsen i mars 2012.

## Christine Schürrer
Christine Schürrer föddes den 30 juni 1976 i Hannover i Västtyskland. Hon har tidigare bland annat varit utbytesstudent i USA och arbetat på Manhattan. Hon studerade också i Oklahoma under en tid. Hon har arbetat på vandrarhem i Aten och på Kreta; det var också på Kreta som Schürrer träffade Arbogakvinnans sambo sommaren 2006. Paret behöll kontakt och hon åkte till Sverige för att träffa honom vid minst två tillfällen före årets slut. I februari 2007 avslutades dock kontakten, då mannen hade träffat en ny kvinna. Schürrer flyttade till Sverige i mars 2007 och hade då ytterligare kontakt med honom efter ett misslyckat självmordsförsök. Hon flyttade under några månader tillbaka till Tyskland men bestämde sig sedan för att åka tillbaka till Sverige för att studera. Hon bosatte sig först på Södermalm i Stockholm och hittade senare en annan lägenhet i Skarpnäck i södra Stockholm. Under året 2007 hade hon försökt att ta livet av sig två gånger på grund av, enligt åklagaren, den brustna relationen med Arbogamannen. Christine Schürrer har hela tiden nekat till att hon är skyldig till morden.